# Murony (stacja kolejowa)
Murony (węg. Murony vasútállomás) – stacja kolejowa w miejscowości Murony, w komitacie Békés, na Węgrzech. 
Stacja obsługuje pociągi regionalne i niektóre pociągi InterCity.

## Linie kolejowe
- Linia 120 Budapest – Újszász – Szolnok – Lőkösháza
- Linia 129 Murony – Békés